# افعی شاخدار ایرانی
 افعی شاخدار ایرانی(نام علمی: Pseudocerastes) نام یک سرده از تیره گرزه‌ماران است.

## گستره زیستی
مار شاخدار ایرانی Pseudocerastes persicus یکی از مارهای سمی خطرناک و از اعضای خانواده افعی‌هاست. این افعی افزون بر ایران در کشورهای عراق، پاکستان، افغانستان و عمان نیز گزارش شده و در ایران در مناطق شنی، صخره‌ای و بوته‌زارهای استان یزد، خراسان، کرمان، سیستان و بلوچستان، اصفهان، فارس، سمنان، مرکزی، خوزستان، زنجان، تهران، قم و هرمزگان و بوشهر و قشم حضور دارد.

## ویژگی‌های دیداری
این مار پوزه ای کوتاه، سر پهن و گردنی مشخص دارد. فلس های روی سر کوچک و تیغه دار هستند. دمی کوتاه دارد و برآمدگی هایی شاخ مانند متشکل از چندین فلس در بالای چشم ها دیده می شود.
این افعی دارای رنگ آمیزی متناسب با محیط اطراف خود است و به سختی می توان آن را در لا به لای سنگ ها و روی صخره ها تشخیص داد و بیشتر با دورنگ استتار دیده می‌شوند، در مناطق کویر مرکزی ایران و زیستگاههای گرم و خشک بیشتر افعی‌های شاخدار کرم یا خاکی رنگ هستند و در مناطق کوهستانی و نیمه جنگلی مانند کوهپایه های البرز و زاگرس به رنگ خاکستری یا خاکستری مایل به قهوه‌ای با لکه های تقریبا چهارگوش پیوسته به هم در دو سوی شکم است. دم در انتها تیره‌تر می‌شود.
برخلاف تصور همگان که میپندارند مارهای شاخدار بسیار بزرگ و درازایی بیش از ۲ یا ۳ متر دارند، طول افعی شاخدار ایرانی معمولاً حدود ۷۰ تا ۱۰۰ سانتی متر است وخیلی کم تا ۱۲۰ سانتی متر می رسد. 

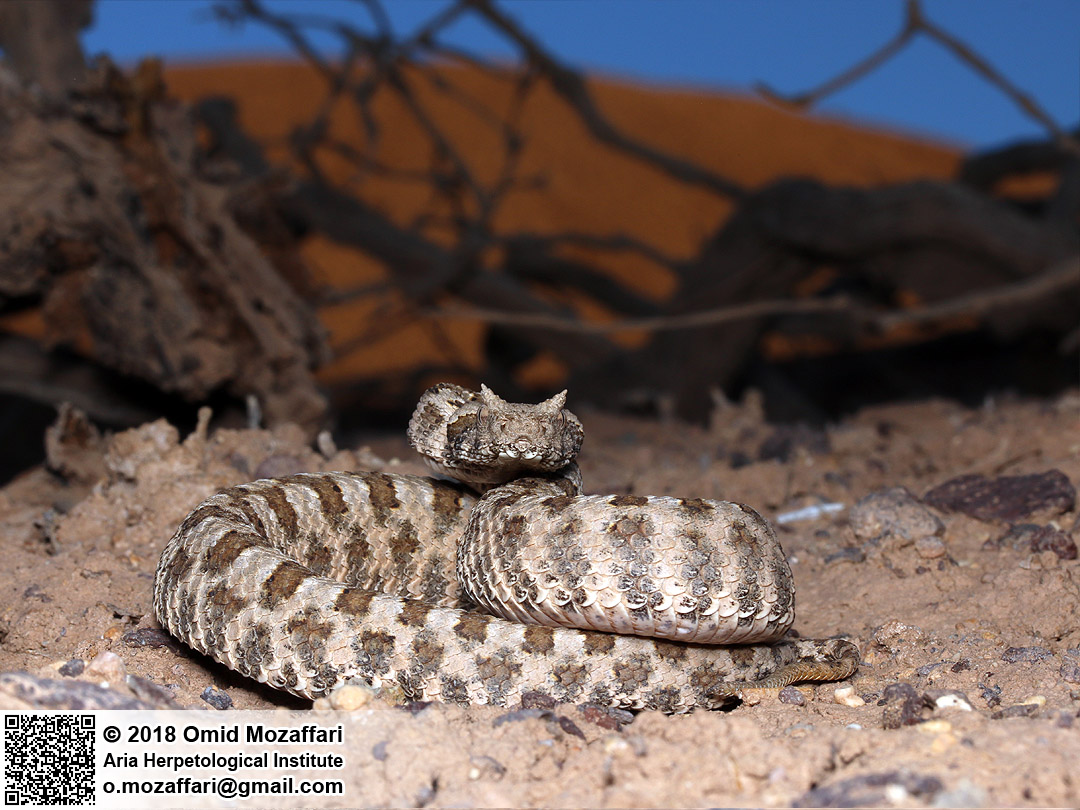
افعی شاخدار ایرانی

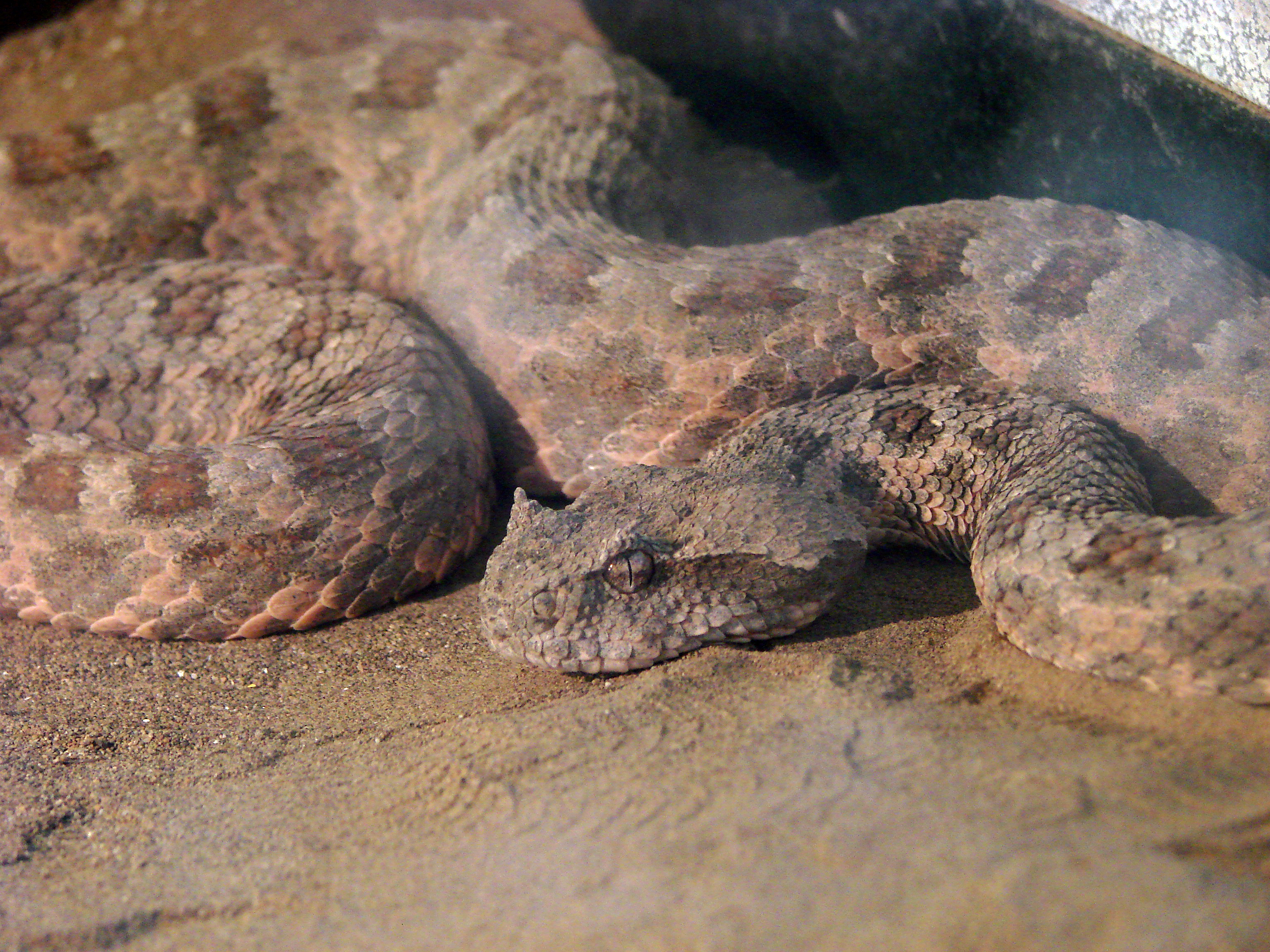
افعی شاخدار ایرانی

## کاربرد سم افعی شاخدار در پزشکی
مقاومت باکتری‌های بیماری‌زا به آنتی‌بیوتیک‌ها یکی از مشکلات مهم بهداشت عمومی در جهان است. با کشف و مصرف آنتی‌بیوتیک‌های جدید، برخی از باکتری‌های بیماری‌زا به تدریج نسبت به آن‌ها مقاوم می‌شوند. شناسایی مولکول‌های موثر در درمان بیماری‌ها از منایع مختلف زیستی مانند گیاهان و جانوران سمی مثل مارها مورد توجه قرار گرفته است.
پژوهشهای تازه نشان می‌دهد با جداسازی، خالص‌سازی و شناسایی مولکول‌های سم افعی شاخدار ایرانی می‌توان در آینده دارویی برای مبارزه با باکتری‌های مقاوم به آنتی‌بیوتیک و داروی درمان سرطان ساخت.
پژوهشگران در این زمینه بیان کردند که زهر افعی شاخدار ایرانی بیش‌تر بر باکتری‌های باسیلوس سوبتلیس، استافیلوکوکوس اورئوس موثر است ولی باکتری اشرشیا کلی را در غلظت‌های بالاتر از بین می‌برد. بروز این اتفاق ممکن است به دلیل تفاوت ساختاری و ترکیبات دیواره گونه‌های مختلف باکتری باشد. همچنین ممکن است ماده موثر در مهار باکتری اشرشیا کلی به مقدار بسیار کم در زهر افعی شاخدار وجود داشته باشد.
همچنین دستاوردهای این پژوهش نشان داد که غلظت‌های مختلف سم افعی شاخدار با ایجاد آپوپتوز یا مرگ برنامه‌ریزی‌شده سبب از بین رفتن سلول‌های سرطانی کبد می‌شود.